# Galáxia X
Coordenadas:  16h 21m 32.89283s, -51° 25' 24.1005"
Galáxia X é uma postulada galáxia satélite escura anã da via Láctea. Se ela existe, seria composta principalmente de matéria escura e gás interestelar , com poucas estrelas. Sua proposta de localização de alguns de 90 kpc (290 kly) do Sol, por trás do disco da via Láctea, e uns 12kpc (39 kly) em extensão. A coordenada galáctica seria (l=
-27.4°,b=-1.08°).

## Descoberta
Evidências observacionais para esta galáxia foi apresentada em 2015, com base na alegada descoberta de quatro estrelas cefeidas variáveis por Sukanya Chakrabarti (RIT) e colaboradores. A procura pelas estrelas foi motivada por um estudo anterior, que ligava uma deformação no disco HI (hidrogênio) da nossa galáxia para os efeitos das marés perturbando a galáxia. O perturbador invisível de massa foi calculado em cerca de 1% da via Láctea, o que tornaria o terceiro mais pesado satélite da via Láctea, depois das Nuvens de Magalhães (Grande Nuvem de Magalhães e Pequena Nuvem de Magalhães, cada umas 10x maior do que a galáxia X). Neste modelo hipotético, a  galáxia satélite putativa teria interagido com a via Láctea a cerca de 600 milhões de anos atrás, chengando tão próximas quanto 5 a 105–10 kpc (16–33 kly), e agora estaria se afastando da via Láctea.

## Nome
O nome "Galáxia X" foi cunhado em 2011, em analogia ao Planeta X.

## Controvérsia
Em novembro de 2015, um grupo liderado por P. Pietrukowicz publicou um artigo que argumenta contra a existência de  galáxia X. Estes autores argumentaram que as quatro estrelas não eram, na verdade, estrelas variáveis cefeidas e que as suas distâncias podem ser muito diferentes do que foi alegado, no  artigos da descoberta de Chakrabarti et al. Nesta base, os autores afirmaram que "não há nenhuma evidência de fundo para uma galáxia anã". No entanto, a galáxia ainda é considerada a existir por outros, com as estrelas a sendo examinadas a fim de confirmar serem cefeidas.